# Прудовка (Шарьинский район)
Прудовка — деревня в составе Шангского сельского поселения Шарьинского района Костромской области России.

## География
Расположена на автодороге Урень — Шарья — Никольск — Котлас Р157, на берегу реки Ветлуга.

## История
Известно, что Прудовка вместе с деревнями Кривячка и Токовица были даны в вотчину князю Василию Федоровичу Одоевскому.
В 1850 году деревня принадлежала Е. Л. Симанской и её сестре П. Л. Друцко-Соколинской.
Согласно Спискам населенных мест Российской империи в 1872 году деревня относилась к 3 стану Ветлужского уезда Костромской губернии. В ней числилось 17 дворов, проживало 83 мужчины и 99 женщин.
Согласно переписи населения 1897 года в деревне проживало 210 человек (131 мужчина и 179 женщин).
Согласно Списку населенных мест Костромской губернии в 1907 году деревня относилась к Шангско-Городищенской волости Ветлужского уезда Костромской губернии. По сведениям волостного правления за 1907 год в деревне числилось 54 крестьянских двора и 376 жителей. Основным занятием жителей деревни был лесной промысел.

## Население
| 2008 | 2010 | 2014 |
| ---- | ---- | ---- |
| 24   | ↘19  | ↘15  |